# آر آر ليراي

منحنى الضوء للنجم المتغير آر آر ليراي

آر آر ليراي (بالإنجليزية: RR Lyrae)‏ هو نجم متغير في كوكبة القيثارة، وهو أكثر النجوم سطوعا في رتبته ويبعد 900 سنة ضوئية عن الشمس.
ولقد درسه علماء الفلك على نطاق واسع. تعمل متغيرات RR Lyrae كشموع قياسية مهمة تُستخدم لقياس المسافات الفلكية. تعتمد فترة نبض النجم المتغير آر آر ليراي  على كتلته، و لمعانه ، ودرجة حرارته، في حين أن الفرق بين السطوع المقاس واللمعان الفعلي يسمح بتحديد مسافته عبر قانون التربيع العكسي. ومن ثم فإن فهم العلاقة بين فترة اللمعان لمجموعة محلية من هذه النجوم يسمح بتحديد مسافة النجوم البعيدة من هذا النوع.